# Jungfru Marie födelse
Jungfru Marie födelse är en liturgisk festdag som firas den 8 september i Romersk-katolska kyrkan och Ortodoxa kyrkan. Festen har sitt ursprung i 500-talets Jerusalem, och hämtar sitt källstoff från det apokryfa Jakobs protevangelium.
Dagen har kallats Marie födelse och Mormässa (fram till 1901) i den svenska almanackan.

### Webbkällor
- ”Nativity of the Blessed Virgin Mary”. Franciscan Media. https://www.franciscanmedia.org/nativity-of-the-blessed-virgin-mary/. Läst 8 september 2017.